# Exocentrus tristis
Exocentrus tristis är en skalbaggsart som först beskrevs av Francis Polkinghorne Pascoe 1864.  Exocentrus tristis ingår i släktet Exocentrus och familjen långhorningar. Inga underarter finns listade i Catalogue of Life.